# ملوي
مَلّوي، مدينة مصرية، تتبع محافظة المنيا إدراياً، والمدينة عاصمة مركز ملوي.

## جغرافيا
تقع مدينة ملوي جنوب محافظة المنيا حيث يحدها من الشمال مركز أبو قرقاص ومن الجنوب مركز ديرمواس وتبعد مدينة ملوي عن القاهرة بمسافة 270 كم2 جنوباً وعن مدينة المنيا عاصمة الإقليم بمسافة 45 كم2 جنوباً، تبلغ مساحتها 5087 فدان وتعداد المدينة حوالي 680751 نسمة تقريبا وتبلغ مساحة المركز 75736 فدان، ومدينة ملوي هي عاصمة المركز الإداري (مركز ملوي).

## أعلام
- يوأنس الخامس عشر
- يوأنس السابع عشر
- محمود عمر الباجوري
- فاروق سيف النصر وزير العدل
- سيف النصر الريدي باشا
- عبد المجيد باشا سيف النصر
- عرفان باشا سيف النصر
- أحمد الدمرداش توني

## ملوي الجديدة
مدينة مصرية جديدة تم إنشاؤها بالقرار الجمهوري رقم 247 لسنة 2018 بمساحة 18.42 ألف فدان وتقع شرق طريق القاهرة أسوان الصحرواي الغربي، وتبعد عن مدينة ملوي القائمة نحو 12 كم. تقع على طرق رئيسية وبالقرب من مدينة ملوي القائمة بمحافظة المنيا، وستعمل على استيعاب حوالي 1.2 مليون نسمة. تبلغ التكلفة التقديرية للمرافق نحو 2.7 مليار جنيه، منها 350 مليون جنيه لشبكات البنية التحتية تضم مياه وصرف وطرق و ري و 25 مليون جنيه للتغذية العاجلة للمدينة بالمياه، وشبكات كهرباء في حدود 700 مليون جنيه.